# HD 202628
HD 202268, är en solliknande stjärna, belägen i den södra delen av stjärnbilden Mikroskopet. Den har en  skenbar magnitud av ca 6,75 och kräver åtminstone en handkikare för att kunna observeras. Baserat på parallaxmätning inom Hipparcosuppdraget på ca 41,0 mas, beräknas den befinna sig på ett avstånd på ca 80 ljusår (ca 24 parsek) från solen. Den rör sig närmare solen med en heliocentrisk radialhastighet på ca -46 km/s.

## Egenskaper
HD 202628 är en gul till vit stjärna i huvudserien av spektralklass G2 V. Den har en massa som är ca 1,1 solmassor, en radie som är omkring en solradie och utsänder från dess fotosfär ungefär samma mängd energi som solen vid en effektiv temperatur av ca 5 800 K. 
HD 202628 har en elliptisk (e = 0,18) stoftskiva med 64° lutning mot siktlinjen från jorden. Den inre kanten av ringen, som ligger ca 158 AE från stjärnan, är tydligt definierad. Detta tyder på att det finns en trolig exoplanet som är orsak till denna definierade kant, och den har beräknats kretsar mellan 86 och 158 AE från stjärnan.